# Florinel Coman
Florinel Teodor Coman (Brăila, 10 april 1998) is een Roemeense voetballer die doorgaans als linksbuiten speelt. Hij verruilde Viitorul Constanța in augustus 2017 voor FCSB. Coman debuteerde in 2019 in het Roemeens voetbalelftal.

## Carrière
Coman voetbalde als kind bij Luceafărul Brăila tot hij werd opgenomen in de Gheorghe Hagi Football Academy, de jeugdopleiding van Viitorul Constanța. Hiervoor debuteerde hij op 18 april 2015 in het eerste elftal. Hij viel toen in de 78e minuut in voor Silviu Pană in een met 2–0 gewonnen wedstrijd in de Liga 1, thuis tegen Astra Giurgiu. Het was zijn enige invalbeurt dat jaar. Er volgden er tien in het seizoen 2015/16, waarna hij in 2016/17 uitgroeide tot basisspeler. Datzelfde jaar werd hij met Viitorul voor het eerst in de clubhistorie Roemeens landskampioen. Hijzelf werd daarbij verkozen in het elftal van het jaar uit de Roemeense competitie.
Coman trok de aandacht van de Roemeense recordkampioen FCSB. Dat nam hem in augustus 2017 over. Na een aanpassingsjaar in 2017/18, werd hij hier een seizoen later ook basisspeler. Coman maakte in dienst van FCSB zijn eerste doelpunt in een Europees clubtoernooi, de 1–0 in een met 1–1 gelijkgespeelde wedstrijd in de Europa League thuis tegen Hapoel Beër Sjeva op 2 november 2017. Coman won in 2019/20 de Beker van Roemenië met FCSB, de eerste prijs voor zijn club sinds 2014/15. Na een paar seizoenen met een paar blessures die hem steeds maanden verhinderden om te spelen, stond hij in 2022/23 weer bijna elke wedstrijd op het veld.

## Clubstatistieken
| Seizoen     | Club               | Competitie  | Competitie | Competitie | Beker | Beker | Internationaal | Internationaal | Totaal | Totaal |
| Seizoen     | Club               | Competitie  | Wed.       | Dlp.       | Wed.  | Dlp.  | Wed.           | Dlp.           | Wed.   | Dlp.   |
| ----------- | ------------------ | ----------- | ---------- | ---------- | ----- | ----- | -------------- | -------------- | ------ | ------ |
| 2014/15     | Viitorul Constanța | Liga 1      | 1          | 0          | 0     | 0     | —              | —              | 1      | 0      |
| 2015/16     | Viitorul Constanța | Liga 1      | 10         | 0          | 1     | 0     | —              | —              | 11     | 0      |
| 2016/17     | Viitorul Constanța | Liga 1      | 28         | 6          | 0     | 0     | 0              | 0              | 28     | 6      |
| 2017/18     | Viitorul Constanța | Liga 1      | 5          | 0          | 0     | 0     | 3              | 0              | 8      | 0      |
| Club totaal | Club totaal        | Club totaal | 44         | 6          | 1     | 0     | 3              | 0              | 48     | 6      |
| 2017/18     | FCSB               | Liga 1      | 20         | 3          | 2     | 0     | 8              | 1              | 30     | 4      |
| 2018/19     | FCSB               | Liga 1      | 35         | 11         | 0     | 0     | 3              | 1              | 38     | 12     |
| 2019/20     | FCSB               | Liga 1      | 28         | 12         | 4     | 1     | 8              | 2              | 40     | 15     |
| 2020/21     | FCSB               | Liga 1      | 19         | 1          | 1     | 0     | 2              | 1              | 22     | 2      |
| 2021/22     | FCSB               | Liga 1      | 19         | 0          | 0     | 0     | 2              | 1              | 21     | 1      |
| 2022/23     | FCSB               | Liga 1      | 35         | 8          | 1     | 0     | 8              | 2              | 44     | 10     |
| Club totaal | Club totaal        | Club totaal | 156        | 35         | 8     | 1     | 31             | 8              | 195    | 43     |

Bijgewerkt t/m 11 juli 2023

## Interlandcarrière
Coman kwam uit voor verschillende Roemeense nationale jeugdelftallen. Hij nam met Roemenië –21 deel aan het EK –21 van 2019. Coman debuteerde op 12 oktober 2019 in het Roemeens voetbalelftal. Bondscoach Cosmin Contra gaf hem toen een basisplaats in een met 0–3 gewonnen kwalificatiewedstrijd voor het EK 2020 uit tegen Faeröer. Coman werd op 7 juni 2024 door bondscoach Edward Iordănescu opgenomen in de Roemeense selectie voor het EK 2024 in Duitsland. Roemenië werd groepswinnaar van een groep met Oekraïne, België en Slowakije, waarna het in de achtste finales werd uitgeschakeld met een 0–3 nederlaag tegen Nederland. Coman kwam op het toernooi in actie tegen Oekraïne en Slowakije.

## Erelijst
| Competitie         | Aantal             | Jaren              |                    |                    |
| Viitorul Constanța | Viitorul Constanța | Viitorul Constanța | Viitorul Constanța | Viitorul Constanța |
| ------------------ | ------------------ | ------------------ | ------------------ | ------------------ |
| Kampioen Liga 1    | 1                  | 2016/17            |                    |                    |
| FCSB               |                    |                    |                    |                    |
| Beker van Roemenië | 1×                 | 2019/20            |                    |                    |

1 Straton ·
2 Crețu ·
3 Panțîru ·
4 Miron ·
5 Simion ·
6 Haruț ·
7 Coman ·
8 Filip ·
9 Vukušić ·
10 Tănase  ·
11 Moruțan ·
12 Udrea ·
16 Nedelcu ·
17 Cristea ·
18 Soiledis ·
20 Vînă ·
21 Buziuc ·
23 Ov. Popescu · 
24 Ion · 
25 Perianu · 
26 Oaidă · 
27 Olaru ·
28 Pantea ·
32 Târnovanu ·
33 Radunović ·
37 Oct. Popescu ·
39 Moldovan ·
40 Fulga ·
89 Șut ·
92 Niță ·
99 Vlad ·
Coach: Petrea
1 Niță ·
2 Rațiu ·
3 Drăgușin ·
4 Rus ·
5 Nedelcearu ·
6 M. Marin ·
7 Alibec ·
8 Cicâldău ·
9 Pușcaș ·
10 Hagi ·
11 Bancu ·
12 Moldovan ·
13 Mihăilă ·
14 Olaru ·
15 Burcă ·
16 Târnovanu ·
17 Coman ·
18 R. Marin ·
19 Drăguș ·
20 Man ·
21 Stanciu  ·
22 Mogoș ·
23 Sorescu ·
24 Racovițan ·
25 Bîrligea ·
26 Șut ·
Coach: Iordănescu